# DT Возничего
DT Возничего (лат. DT Aurigae) — одиночная переменная звезда в созвездии Возничего на расстоянии (вычисленном из значения параллакса) приблизительно 5224 световых лет (около 1602 парсеков) от Солнца. Видимая звёздная величина звезды — от +17,6m до +13,3m.

## Характеристики
DT Возничего — красная пульсирующая переменная звезда, мирида (M) спектрального класса M. Эффективная температура — около 3288 К.